# Исамолтан
Исамолтан (CGP-361A) — это вещество, используемое в научных исследованиях. Оно действует как антагонист β-адренорецепторов, 5-HT1A-рецепторов, а также 5-HT1B-рецепторов. Он имеет приблизительно в 5 раз более высокую потентность по отношению к 5-HT1B-рецепторам (21 нмоль/л), чем по отношению к 5-HT1A-рецепторам (112 нмоль/л). Исамолтан оказывает анксиолитическое действие у грызунов.